# Sold American
Sold American är ett musikalbum av Kinky Friedman, utgivet 1973 på Vanguard Records och producerat av Chuck Glaser. På albumet, som huvudsakligen består av akustisk outlaw country, gästas Friedman av bland andra musikerna Billy Swan, Norman Blake och John Hartford.
Albumet blev inte någon större succé när det kom ut. Titelspåret gjorde bäst ifrån sig på topplistorna genom att nå plats #69. På grund av spåret "Get Your Biscuits in the Oven and Your Buns in the Bed" erhöll Friedman 1974 den något mindre åtråvärda utmärkelsen Male Chauvinist Pig of the Year Award som delas ut av amerikanska National Organization of Women. Samma år tvingades Friedman fly från Buffalo-universitetets campus under poliseskort, bortjagad av en grupp feminister.

## Låtlista
Alla låtar skrivna av Kinky Friedman, om inget annat anges.
1. "We Reserve the Right to Refuse Service to You" (Kinky Friedman/Rick Goldberg/J. Maizel) - 4:02
2. "Highway Café" - 3:36
3. "Sold American" - 3:15
4. "Flyin' Down the Freeway" - 2:11
5. "Ride 'Em Jewboy" - 5:35
6. "Get Your Biscuits in the Oven and Your Buns in the Bed" - 2:23
7. "High on Jesus" - 3:51
8. "The Ballad of Charles Whitman" - 3:04
9. "Top Ten Commandments" - 3:22
10. "Western Union Wire" - 3:13
11. "Silver Eagle Express" (Kinky Friedman/Roger Friedman) - 3:47 
Bonusspår på 30th Anniversary Edition
12. "Nashville Casualty and Life"
13. "The Tramp on the Street" (Kinky Friedman/Grady Cole/Hazel Cole)

## Musiker
- Kinky Friedman - sång, gitarr
- John Buck Wilkin - gitarr
- Danny Finley - elgitarr
- Doyle Grisham - gitarr, steel guitar, dobro
- Dan Moose - gitarr
- Norman Blake - gitarr, mandolin
- Chuck Glaser - gitarr, kör
- Jim Glaser - gitarr, kör
- Bill Holmes - gitarr, bas
- Fred Pierce - trummor
- Ken Malone - trummor
- John Harris - piano
- David Briggs - piano
- John Hartford - fiol
- Buddy Spicher - fiol
- Paul Craft - banjo
- Jimmy Payne - munspel
- Billy Swan - kör
- Benny Whitehead - kör
- Willie Fong Young - kör
- Jack Ross - kör
- Capt. Dave Beer - kör
- Roger Friedman - dialog på "Highway Café"
- Tompall Glaser - dialog på "Highway Café"